# Harkány vasútállomás
Harkány vasútállomás egy Baranya vármegyei vasútállomás, amit a MÁV üzemeltet a névadó Harkány településen. Jelenleg a (Barcs–)Középrigóc–Villány-vasútvonalon idáig folyik teherforgalom Villány felől.

## Vasútvonalak
Az állomást az alábbi vasútvonalak érintik:
- Középrigóc–Villány-vasútvonal

## Kapcsolódó állomások
A vasútállomáshoz az alábbi állomások vannak a legközelebb:
- Kovácshida megállóhely (Középrigóc–Villány-vasútvonal)
- Máriagyűd megállóhely (Középrigóc–Villány-vasútvonal)

## Forgalom
Az áthaladó vasútvonalon és vele együtt e vasútállomáson is a személyszállítás 2007. március 4-én megszűnt.
Bővebben: 2007-es magyarországi vasútbezárások

## Megközelítése
Az állomás Harkány lakott területének nyugati szélén helyezkedik el, közúti elérését a városközpont és az 5814-es út (Petőfi Sándor utca) felől egyaránt a helyi Táncsics Mihály utca biztosítja; az 58-as főút felől az abból kiágazó Vasút közön is elérhető.